# Дан по дан пролази
Дан по дан пролази је сингл Томе Здравковића из 1966. године.